# A székelyek eredete (Kristó Gyula)
A székelyek eredete Kristó Gyula történész 1996-ban megjelent műve, melynek második, átdolgozott és javított kiadása (posztumusz) a tárgyban folytatott kutatásai összefoglalójaként 2005-ben jelent meg.

## Előszó
Előszavában a szerző hangsúlyozza, hogy az 1996-ban megjelent műve után célja ezúttal is a téma tudományos igényű, de közérthető feldolgozása, de a korábbiakhoz képest kibővített és kissé javított formában. Nem tárgya a műnek a Kristó által áltudományosnak tartott, főleg román szerzők tollából származó elméletekkel való polémia, de elutasítja azt az időnként magyar oldalról elhangzó nézetet is, hogy nem szabad olyan véleményt képviselni, ami „akaratlanul is” közel áll a román álláspontokhoz.
Kifejti, hogy az eddigi, sok tekintetben megoldatlan vitákon úgy kíván továbblépni, hogy a témát nyolc különböző szempontból közelíti meg.

## Etimológiai szempont
Itt az egyik legfontosabb kérdés magának a székely névnek az eredete. Kiemeli, hogy a középkori forrásokban ez a név csakis népnevek társaságában fordul elő, ezért nem lehetséges az a megoldás, hogy ezt foglalkozásnévnek (lövő, őr, határőr) tekintsük.
A név eredetét illetően amellett a felfogás mellett száll síkra, amely a 10. század első évtizedeiből származik Ibn Ruszta tollából, de a 870-es évek Dzsajháni-hagyományaira megy vissza, miszerint a volgai bolgároknak „háromféle a fajtájuk: az egyik fajtájuk neve barsula, a másik fajtáé sgl, a harmadiké bulkár”. Ugyanez a forrás azt is közli, hogy az sgl vagy skl csoport lakóterülete esik a legközelebb a magyarok (maggariya) határaihoz. Ligeti Lajos kimutatta, hogy a barsula csoport egy része később csatlakozott a magyarokhoz, és emléküket Magyarországon Bercel helynevek őrzik. A bulkár nevet pedig a számos Bolgár helynév tartotta fenn. Györffy György vetette fel, hogy különös lenne, ha minden 9. századi bolgár törzs töredéke megtalálható lenne Magyarországon, csak a .sz.k.l-eké nem, akik pedig a magyarok legközelebbi szomszédai voltak.
Néhány turkológus, orientalista kutató, köztük Róna-Tas András a török nyelvek hangtani szabályai miatt nem tartja elfogadhatónak .sz.k.l - székely azonosítást. Ezt e könyv szerzője, Kristó Gyula azzal veti el, hogy a székely név fejlődésére nem csak a török, hanem a későbbiekben a magyar nyelv hangtani szabályai váltak érvényessé, és így már nincs akadálya az azonosításnak.

## Őstörténeti szempont
Ibn Ruszta fenti adatai mellett fontos őstörténeti forrás Ahmad ibn Fadlán megfigyelése is, aki 921-922 évi, a Volga mentén tett utazása után beszámolt arról, hogy a skl-eknak saját fejedelmük volt és a volgai bolgár állam más népeitől eltérően nem vették fel az iszlám vallást, megmaradtak pogány hitükön. Ebből az adatból a szerző azt a következtetést vonja le, hogy az skl-ek csak egy része csatlakozott a magyarokhoz a 9. században, és jött velük a Kárpát-medencébe.
A székelyek még korábbi történetét illetően egy 651. évi esemény kapcsán egy kínai forrás felsorolta a Belső-Ázsiában, a Balkas-tótól délre-délnyugatra élő nyugati türkök tíz törzsét és vezetőiket. A törzsek közül kettőt is äskälnek, azaz eszkelnek hívtak, és az törzsfő, Äskel kün irkin volt közülük a leghatalmasabb. Harmatta János szerint ennek az Eskil névnek volt egy Sikil változata is, ezt ismerhették meg a magyarok.
A székely őstörténetre vonatkoztatható legkorábbi adat az 563-as év , amit Theophanész bizánci szerző görög nyelvű szövegében említ Aszkél (kiejtve *eszkil) vagy Aszkéltur nevű khermikhion (azaz türk) fejedelem kapcsán. Ezeket az adatokat Németh Gyula, Ligeti Lajos, Zimonyi István és Róna-Tas András keletkutatók is összefüggésbe hozták.
A türk birodalom 659-ben elbukott Kínával szemben, de türk uralom alatt létrejött Toharisztán, ahol egy Sz.kl.kand vagy .szk.lkand helynév őrizhette meg a szeklek vagy eszkilek nevét.
Az őstörténeti fejezet összefoglalásaként Kristó Gyula kifejti, hogy az eszkilek (egy része) Nyugat-Belső Ázsiából indulhattak a kazárok területére, ahol kapcsolatba kerültek az onogur-bolgár népességgel. Tőlük vehették át Attila-hagyományukat. Velük együtt jutottak a Volga-Káma vidékére, ahol létrehozták a volgai bolgár államot, amelynek egyik, több szempontból is elkülönülő törzsét alkották. Itt lettek a magyarok szomszédai, és egy részük a magyarokkal együtt indulhatott a Kárpát-medence felé.

## Néptörténeti szempont
Ebben a fejezetben a szerző a középkori székelyeknél keresi a magyaroktól elkülönülő, sajátos ismertető jegyeket, és három ilyet talál. Az első az adózás. Emlékeztet arra, hogy már Györffy György is rámutatott: a volgai bolgárok és a Kárpát-medencei székelyek adózása megegyezik. Ibn Ruszta is beszámol arról, hogy a volgai bolgárok lovakkal adóznak, és a székelyek – mint egyedüli magyarországi etnikum – még 1499-ben is lóval adóztak, még akkor is, amikor a gazdálkodásukban már nem a ló, hanem az igavonó ökör játszotta a fő szerepet. Később aztán a lóadó helyébe lépett a szarvasmarhával történő adózás.
A második jellegzetesség a rovásírás. Kristó Benkő Eleket idézve megállapítja, hogy a rovásírás emlékei Udvarhelyszék környékén sűrűsödnek, itt ezek a 13. századtól a 17. századig folyamatosan kimutathatók, majd szélesebb körben is megjelennek, de még a 16-17. században is csak Székelyföld területére koncentrálódnak, jogos tehát ezt az írást székely rovásírásnak nevezni.
A harmadik székely népi jellegzetesség az Attila-hagyomány. Ez az egyetlen magyar, vagy a magyarsághoz csatlakozott etnikum, amelynek a forrásokból is jól kivehetően volt hun származástudata. Anonymus és Kézai Simon egymástól független szövegekben is foglalkoznak ezzel.
A továbbiakban a szerző azt elemzi, miként őrizhette meg a székely népcsoport a viszonylagos különállását magyar korai középkorban. Álláspontja szerint a székelyek, csakúgy mint a magyarsághoz ugyancsak a 9. században csatlakozott kavarok a nomád államalakulatok általános gyakorlatának megfelelően katonai segédnépek voltak, akik a harcban az elő- és utóvéd szerepét töltötték be. Ezt a szerepüket a honfoglalás után is megtartották a hadjáratok során, békeidőben pedig határőrizeti feladatokat láttak el.
A székelyekről a 9. és a 13. század közötti időszakról nagyon kevés forrás szól, ezért a szerző a kavarokkal von párhuzamot, akik ugyanebben az időben szintén a katonai segédnép szerepét töltötték be Magyarországon, azzal a különbséggel, hogy ők megőrizték iszlám vallásukat.

## Hadtörténeti szempont
A szerző itt részletesen kifejti, hogy szerinte a székelyek a kavarokkal és más csatlakozott néptöredékekkel együtt alkották a korai Árpád-kor katonai segédnépeit. Számos forrást sorol fel, amelyek a különböző csaták leírása során a székelyeket mint elővédet vagy utóvédet említik, esetenként más segéderőkkel, a kavarokkal, besenyőkkel, kálizokkal, izmaelitákkal együtt. A nomád államról a hozzávetőlegesen szilárd határokkal rendelkező államra való áttérés után ezek a népcsoportok, köztük kiemelten a székelyek, határőrizeti feladatokat kaptak a magyar szállásterület peremein. Erről sok helynév és más források tanúskodnak keleten Bihar, Ugocsa, délnyugaton Zala és Baranya, valamint nyugaton Pozsony vármegyét illetően.

## Társadalomtörténeti szempont
Ebben a fejezetben a szerző elsősorban az Erdélybe telepedett székelyek helyzetét vizsgálja a 13–16. századi adatok alapján. Történetük legfontosabb kategóriája a katonáskodás fejében élvezett korábbi szabadságjogaik védelme. Egészen a 16. századig csak alkalmi adókat fizettek, eleinte az ősi hagyományoknak megfelelően lóval, majd ökörrel.
Az erdélyi székek nemzetségi szervezetben éltek, ami sokáig kizárta az egyéni földtulajdon létrejöttét. Az egész falunak közös földtulajdona volt, és minden erővel megakadályozták, hogy ezen belül idegen személy tulajdonhoz juthasson.
A székely társadalom szociális tagozódása csak a 14. század közepére jutott el arra fokra, amire a magyar társadalom már századokkal korábban elért: a székely nemek megjelenése, a primorok, a lófők valamint az egyszerű, alávetett székelyek rétege jelzi a székely társadalom differenciálódását, és a harmadik csoportból kialakuló székely jobbágyság megjelenését. A korabeli magyar társadalmi szerkezettől eltérően azonban a székelyek között sem nagybirtokosság, sem szolganép nem alakult ki.
A székely nemek és ágak rendszerét illetően a szerző Györffy Györggyel ért egyet, aki azt hangsúlyozta, hogy – bár a nemek és ágak rendszere, számszerűségei sok hasonlóságot mutatnak az oguzok törzsrendszerével – az ágak a tisztségviselők ágai voltak, és a rendszer szerepe ugyanaz volt, mint a magyar nemesi, várjobbágyi, udvarnoki genusoknak: egy anyagi előjogot élvező réteghez való tartozást tartottak így számon. A nemek és ágak nevei korabeli, erdélyi és 13. századi viszonyokat tükröznek, ottani helynevekből származnak, birtoklástörténeti gyökerük van.

## Régészeti szempont
Ebben a fejezetben a szerző részletesen elemzi különböző neves régészek, Bóna István, Benkő Elek, Székely Zoltán kutatásainak eredményeit, és az azokból levont, sokszor igen ellentmondásos következtetéseiket. Végül megállapítja: a régészet kevéssé illetékes etnikai következtetések levonására, a történelem pedig hajlamos etnikailag tiszta népességek feltételezésére. A valóságban azonban a korabeli társadalomban az etnikai hovatartozás nem volt jelentős szempont, és az eddigi kutatás feltételezéseinél sokkal inkább kell számolni bonyolult népi képletek együttélésével.

## Nyelvi-nyelvjárási és névtani szempont
A székely eredetkérdés legérzékenyebb része a nyelv kérdése. A mai székelyek magyar nyelve a népcsoport létének szinte legfontosabb záloga. A tudománynak azonban ennek ellenére joga lenne vizsgálni a székelyek hajdani nyelvét is, azonban erre vonatkozó adatok nem léteznek. Amióta ismeretünk van a székelyek nyelvéről, a 15. századtól, az magyar. A többi szempont alapján a szerző azt feltételezi, hogy eredetileg török nyelvűek voltak, de erre mindössze két szó utal: maga a népnév, valamint a székely legendáriumban fontos szerepet játszó, a régi török nyelvben kerítést, sáncot jelentő Csigla szó. Már Kézai Simon feljegyzi, hogy Attila halála után a székelyek „Chigle mezején” húzták meg magukat, mielőtt a magyarokhoz csatlakoztak volna. Kristó párhuzamként rámutat arra is, hogy a vitathatatlanul iráni (oszét) eredetű jászok nyelvüket a 15. század második feléig őrizték, utána azonban 70-80 év alatt teljesen végbement körükben is a nyelvváltás.
Kristó a  nyelvészek körében folyó élénk vitában azok mellett foglal állást, akik – mint Benkő Loránd – azt vallják, hogy a mai székely nyelvjárások a 13-14. századi Erdélybe településük előtti lakóhelyük (Baranya, Őrség, Pozsony környéke) emlékeit őrzik, ugyanakkor Benkőtől eltérően azt vallja, hogy bár a székelyek már az áttelepülés előtt is magyar nyelvűek voltak, eredeti nyelvük mégis török lehetett.

## Egyház- és településtörténeti szempont
E fejezetben Kristó megállapítja, hogy a székelyek és a magyarok ősvallása egyaránt török jellegű volt. Egyik nép sem csatlakozott az iszlámhoz a Volga vidékén, mint az történt más törzsek esetében, és ez már korán közel hozta őket egymáshoz. Az áttérés a kereszténységre a Kárpát-medencében mindkét csoport körében gyakorlatilag egy időben történt. Amióta székely személyneveket ismerünk, a 13-14. századtól, azok keresztény nevek, egy-két kivétellel, mint az Iluka vagy Ilba név, amelyek etimológiája eddig nem tisztázott.
Egyháztörténetileg érdekes tény, hogy a 14. században az erdélyi székely vidékeken volt a legmagasabb a plébániával rendelkező települések aránya. A kötetben Kristó fel is sorolja az 1332–1337 évi pápai tizedjegyzékben szereplő összesen 165 falu nevét. Ezek túlnyomó többségben magyar eredetű nevek, emellett számos szláv, és igen kevés török gyökerű név szerepel. A szerző a nevekből azt a következtetést vonja el, hogy azok nagy részét a templomcímekkel együtt a Székelyföldre történő áttelepülés során „készen” hozta magával a székelység korábbi magyarországi lakóterületeiről.

## Összefoglalás
Kristó Gyula a kötet végén összefoglalásképpen megállapítja: A honfoglalás idején a székelység a magyar nomádállam török ajkú népe volt, de a 14. századra – Erdélybe történő áttelepülésük idejére – már szinte minden szempont alapján magyarok. Kettős eredetük együtt teszi ki a székelységet. „Török eredet nélkül egyáltalán nem lennének székelyek, magyar eredet nélkül viszont egyáltalán nem lennének ma székelyek.”
A kötetet a legalább kétszer idézett forrásokból álló, mintegy száz elemet tartalmazó bibliográfia zárja.